# ديسكفري ساينس
ديسكفري ساينس (بالإنجليزية: Discovery Science)‏ (تسمى في الولايات المتحدة - قناة العلوم (Science Channel)) هي قناة تلفزيونية أمريكية مدفوعة مملوكة لشركة ديسكفري كوميونيكيشنز. تتميز القناة ببرامج تركز على مجالات النجاة في الحياة البرية، علم الوجوه، التصنيع، البناء، التكنولوجيا، الفضاء، عصور ما قبل التاريخ وعلوم الحيوان.
اعتبارًا من فبراير 2015، تتوفر ديسكفري ساينس لحوالي 75.5 مليون أسرة تلفزيونية (64.8٪ من الأسر التي لديها جهاز تلفزيون واحد على الأقل) في الولايات المتحدة.
وفي الوطن العربي تتوفر القناة عبر منصة OSN ومنصة جوي وشبكة bein